# João Neto
João André Pinto Neto (ur. 27 grudnia 1981) – portugalski judoka. Dwukrotny olimpijczyk. Zajął siódme miejsce w Atenach 2004 i dziewiąte w Pekinie 2008. Walczył w wadze lekkiej i półśredniej.
Brązowy medalista mistrzostw świata w 2003; uczestnik zawodów w 2007, 2009 i 2010. Startował w Pucharze Świata w latach 2002-2008 i 2010. Mistrz Europy w 2008 roku.

## Letnie Igrzyska Olimpijskie 2004
| Konkurencja | Eliminacje                            | Eliminacje             | Eliminacje           | Repasaże                     | Repasaże            | Klas. końcowa |
| Konkurencja | Przeciwnik I                          | Przeciwnik II          | 1/4                  | Przeciwnik I                 | Przeciwnik II       | Miejsce       |
| ----------- | ------------------------------------- | ---------------------- | -------------------- | ---------------------------- | ------------------- | ------------- |
| 73 kg       | Christodoulos Christodoulides (CYP) Z | Claudiu Baștea (ROU) Z | Victor Bivol (MDA) P | Hamed Malekmohammadi (IRI) Z | Jimmy Pedro (USA) P | 7.            |

## Letnie Igrzyska Olimpijskie 2008
| Konkurencja | Eliminacje                   | Eliminacje             | Eliminacje             | Eliminacje          | Repasaże                | Klas. końcowa |
| Konkurencja | Przeciwnik I                 | Przeciwnik II          | Przeciwnik III         | 1/4                 | Przeciwnik I            | Miejsce       |
| ----------- | ---------------------------- | ---------------------- | ---------------------- | ------------------- | ----------------------- | ------------- |
| 81 kg       | Saba Gavashelishvili (GEO) Z | Edmond Topalli (ALB) Z | Óscar Cárdenas (CUB) Z | Kim Jae-bum (KOR) P | Robert Krawczyk (POL) P | 9.            |